# Верхнє Мочагіно
Верхнє Моча́гіно (рос. Верхнее Мочагино) — присілок у складі Слободського району Кіровської області, Росія. Входить до складу Світозаревського сільського поселення.
Населення становить 18 осіб (2010, 21 у 2002).
Національний склад станом на 2002 рік — удмурти 100 %.